# NT Heung Yee Kuk Yuen Long District Secondary School
NT Heung Yee Kuk Yuen Long District Secondary School, kurz NTHYKYLDSS (chinesisch 新界鄉議局元朗區中學, kurz Heung Chung 鄉中) ist eine öffentliche koedukative englische Sekundarschule in Hongkong. Diese Schule wurde gemeinsam von der britischen Kolonialregierung und dem lokalen Exekutivkomitee und Verwaltungsorganisation der Urbewohner Hongkongs in den New Territories gegründet.
Um der Entwicklung der Regierung in den New Territories und der steigenden Zahl von Schulkindern gerecht zu werden, genehmigte das Exekutivkomitee der New Territories Heung Yee Kuk 1961 die Gründung der New Territories Heung Yee Kuk in Vorbereitung die Einrichtung von drei Bezirksoberschulausschüssen. Nach Rücksprache mit der Regierung wurde beschlossen, in jedem der drei Wahlkreise von Heung Yee Kuk in den New Territories, nämlich Yuen Long, Tai Po und Southern District (New Territories), eine weiterführende Schule zu errichten. Die Baukosten wurden von Heung Yee Kuk in den New Territories mit 30 % jedes Gebäudes oder 600.000 Hongkong-Dollar subventioniert, und der Rest der Kosten wurde von der Regierung getragen. Die Schule in Yuen Long war die erste der drei Schulen, die fertiggestellt und in Betrieb genommen wurde. Zusätzlich zu dieser Schule waren die anderen zwei Schulen die NT Heung Yee Kuk Tai Po District Secondary School (gegründet 1981) und NT Heung Yee Kuk Nam Yuek District Secondary School (gegründet 1981, geschlossen 2007).
Die Schule wurde 1967 gegründet. Bis zur Fertigstellung des Schulgebäudes im Jahr 1968 erfolgte der Unterricht in den Räumlichkeiten der Yuen Long Public High School.
Die Schule hat mehr als 60 Lehrer und etwa 1200 Schüler.